# Franz Steiner Verlag
Der Franz Steiner Verlag ist ein 1949 gegründeter deutscher Verlag für geisteswissenschaftliche Fachliteratur in den Bereichen Geschichtswissenschaft, Altphilologie, Rechtsphilosophie, Musikwissenschaft, Geographie und Berufspädagogik. 2008 wurde das Programm um Sachbücher für einen größeren Leserkreis erweitert. Heute ist der Verlag Teil der Mediengruppe Deutscher Apotheker Verlag.

## Geschichte

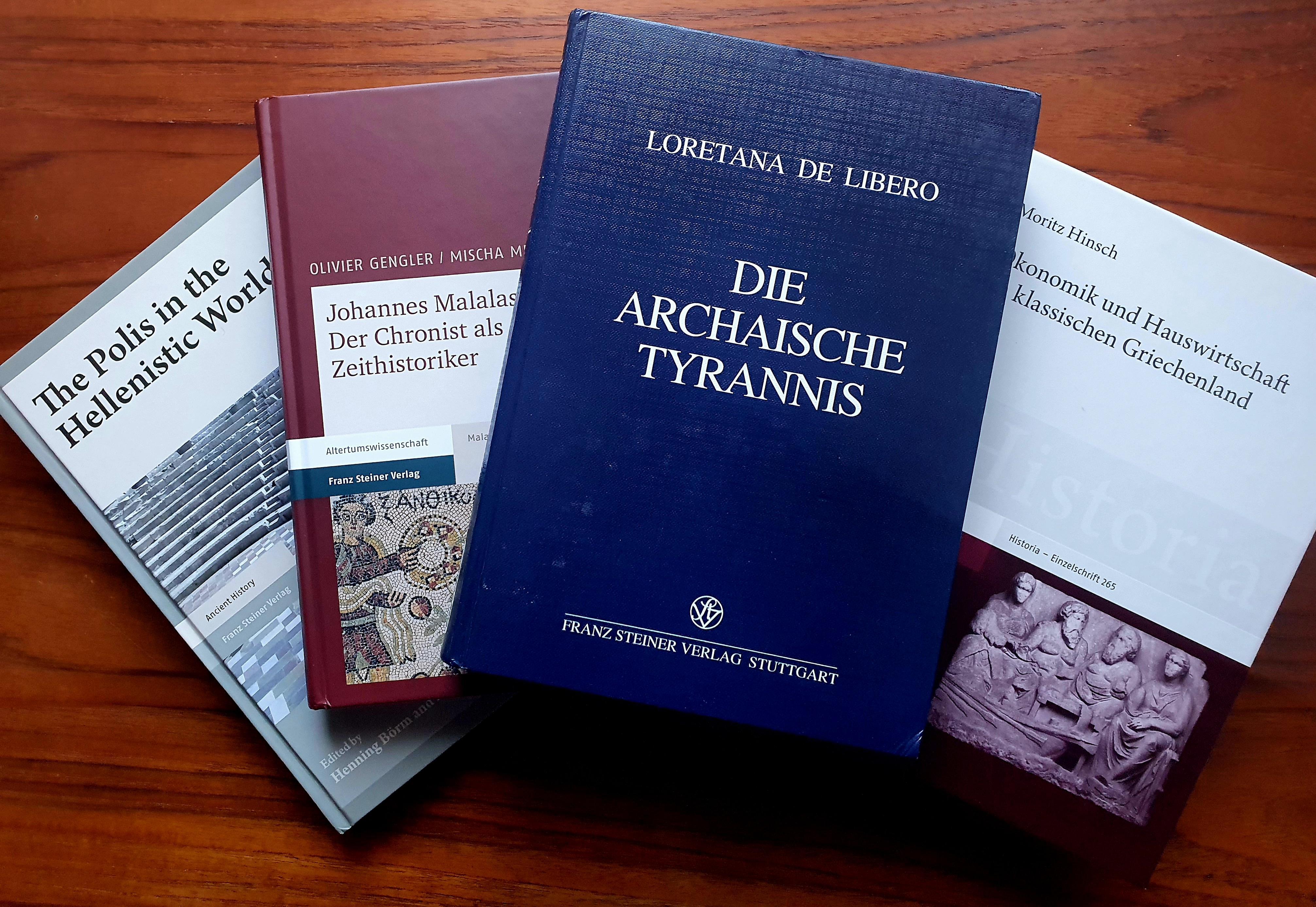
Im Franz Steiner Verlag erschienene Bücher

Der Verlagsgründer Franz Steiner  wurde 1892 als Sohn eines Druckereibesitzers geboren. Er übernahm das elterliche Unternehmen und spezialisierte sich insbesondere auf alte und seltene Fremdsprachen und orientalistische Werke. Daraus entstanden in der Zwischenkriegszeit enge Kontakte sowohl zur Deutschen Morgenländischen Gesellschaft als auch zur Preußischen Akademie der Wissenschaften, die sich für die spätere Verlagsgründung als wichtig erweisen sollten. Mit beiden Institutionen konnte Franz Steiner nach der Gründung des Verlags langfristige Verträge abschließen, außerdem arbeitete er von Anfang an eng mit der Notgemeinschaft der deutschen Wissenschaft (dem Vorläufer der jetzigen Deutschen Forschungsgemeinschaft) zusammen.
Bereits 1946 bot die Stadt Wiesbaden Franz Steiner an, eine wissenschaftliche Werkdruckerei aufzubauen; 1949 erhielt er schließlich auch die Lizenz zur Gründung eines Verlags in Wiesbaden. Der neue Verlag etablierte sich schnell und war bereits nach wenigen Jahren fester Bestandteil des wissenschaftlichen Publikationswesens in Westdeutschland. Hierzu trug auch bei, dass es gelang, einige bereits bestehende und international angesehene Fachzeitschriften wie Hermes und die Geographische Zeitschrift zu übernehmen. Die 1950 neu gegründete althistorische Zeitschrift Historia etablierte sich zudem rasch als ein international bedeutendes Journal. Vom Prestige dieser Zeitschriften profitierte auch das Renommee des übrigen Verlagsprogramms.
Nach dem Tod Franz Steiners im Jahr 1967 wurde das Unternehmen 1971 an die Athenäum-Verlagsgruppe des Konzerns Harcourt, Brace & Jovanovich (New York) verkauft. 1974 erfolgte der Wechsel in die Verlagsgruppe des Deutschen Apotheker Verlags. 1984 zog der Verlag von Wiesbaden nach Stuttgart um, dem Hauptsitz der Verlagsgruppe.

## Verlagsprogramm
Der Schwerpunkt des Verlages liegt auf Geisteswissenschaften, insbesondere auf Alter Geschichte, Altphilologie, Wirtschafts- und Sozialgeschichte sowie auf Wissenschafts- und Medizingeschichte. Diese Programmsegmente werden durch Landesgeschichte, Osteuropa-Forschung und transatlantischen Studien ergänzt. Seit 2008 erscheinen bei Steiner auch Sach- und Studienbücher, die sich an eine breitere akademische Öffentlichkeit und Studierende wenden.
Jährlich veröffentlicht der Verlag rund 180 eigene Publikationen und Kommissionstitel, außerdem 17 Fachzeitschriften sowie insgesamt über 150 Schriftenreihen aus den Bereichen Geschichte, Altphilologie, Rechtsphilosophie, Musikwissenschaft, Geographie und Berufspädagogik. Die Backlist des Verlages umfasst rund 4000 lieferbare Titel, darunter zunehmend auch E-Books, die über eine eigene eLibrary des Verlags angeboten werden.
Zu den Zeitschriften gehören traditionsreiche und international angesehene Organe wie Hermes, Historia, die Geographische Zeitschrift, die Vierteljahrschrift für Sozial- und Wirtschaftsgeschichte (VSWG) oder Sudhoffs Archiv. Unter den Schriftenreihen sind unter anderem die Heidelberger Althistorischen Beiträge und Epigraphischen Studien (HABES), die Abhandlungen der Akademie der Wissenschaften und der Literatur, Mainz sowie Oriens et Occidens und die Münchener Ostasiatischen Studien zu nennen. Außerdem verlegt das Institut für Geschichte der Medizin der Robert Bosch Stiftung hier einige seiner Publikationen. Seit 2018 wird auch die Reihe Wissenschaftskulturen mit den Teilreihen I Wissenschaftsgeschichte, II Wissensforschung und III Pallas Athene. Geschichte der institutionalisierten Wissenschaft vom Verlag publiziert.